# Universidade de Bamberg
A Universidade Otto-Frederico de Bamberg ou, na sua forma portuguesa, de Bamberga (em alemão: Otto-Friedrich-Universität Bamberg) é uma universidade alemã localizada no estado da Baviera. Ela é a mais antiga e, ao mesmo tempo, a terceira mais nova universidade da Baviera. A ênfase da instituição está no estudo das ciências humanas, especialmente das ciências culturais, sociais e econômicas (em alemão: Geistes- und Kulturwissenschaften, Sozial- und Wirtschaftswissenschaften), e na informática aplicada (em alemão: angewandte Informatik).

## História

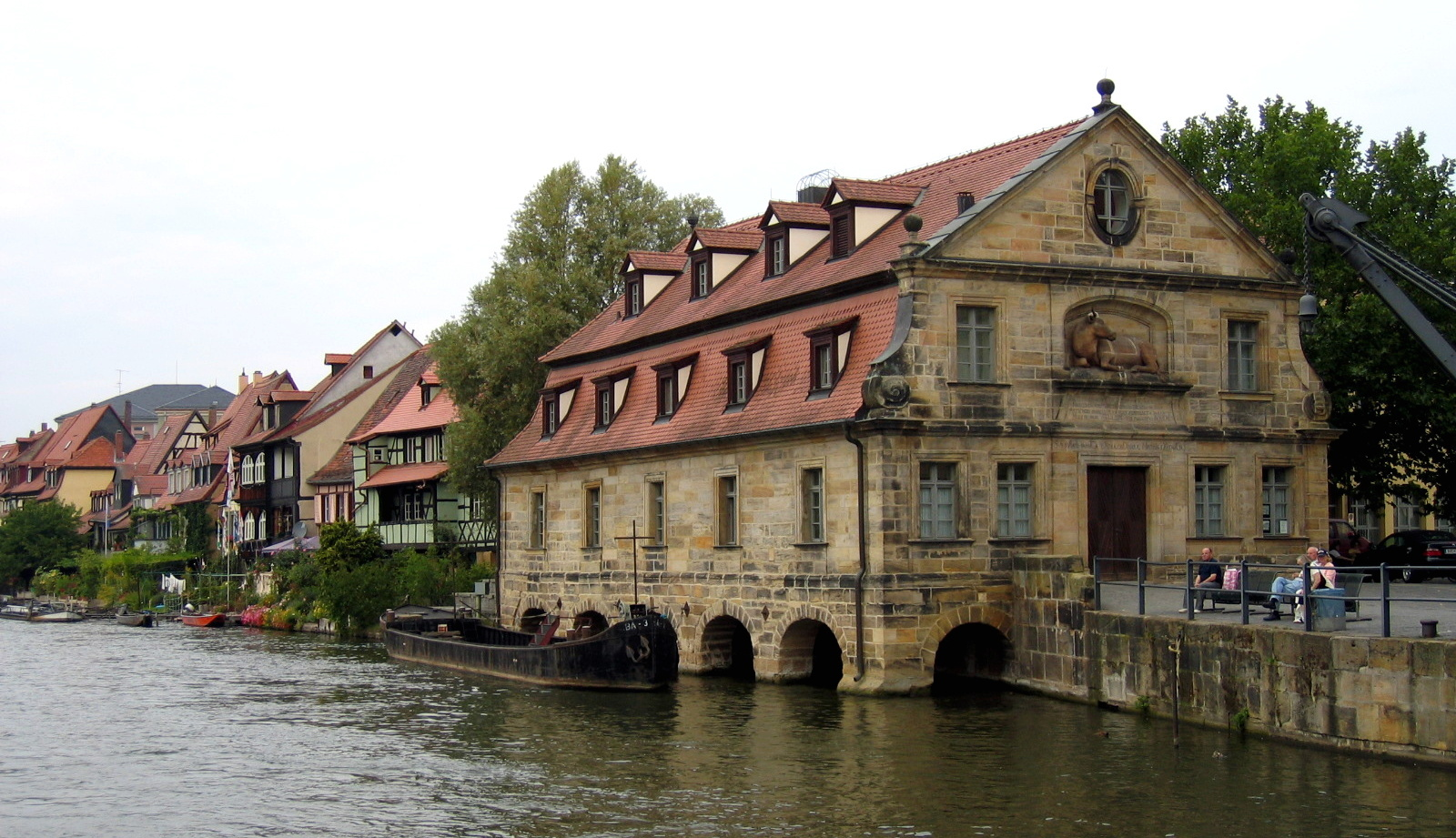
Velho Matadouro, que hoje faz parte da universidade.

A instituição foi fundada em 1647 sob o nome de Academia Bambergensis, pelo príncipe-arcebispo Melchior Otto Voit de Salzburgo, e tinha duas faculdades (Filosofia e Teologia). Mais tarde, até 1770, seria designada com o nome do seu fundador, Academia Ottoniana.
Ainda no século XVIII, os príncipes-arcebispos Friedrich Karl von Schönborn e Adam Friedrich von Seinsheim, que viviam na residência de Wurtzburgo, fundam as faculdades de direito e de medicina. Com a consolidação de quatro faculdades, em 1773 o príncipe-arcebispo Adam Friedrich von Seinsheim confere à instituição o nome de Universitas Ottoniano Fridericiana, homenageando os nomes de dois fundadores.
Em 1803 foi suspenso o funcionamento da universidade, no curso da secularização do estado da Baviera, o que atingiu as cidades que tinham príncipes-bispos ou príncipes-arcebispos. O ensino de teologia católica permaneceu através de um liceu na cidade, assim a tradição universitária não se perderia por completo.
No ano de 1972 unem-se os institutos de ensino de filosofia e teologia, o qual havia sido fundado em 1923, com o instituto de pedagogia (estabelecido em 1958) e a tradição da velha Universidade pôde continuar em Bamberg no que seria uma Instituição de Ensino Superior Geral (em alemão: Gesamthochschule).  Em 1979 essa Instituição de Ensino Superior estatal torna-se novamente s ser chamada de Universidade. Em 1 de janeiro de 1988, a Universidade de Bamberg recebe de volta seu antigo nome "Otto-Friedrich-Universität".

## Faculdades
A Universidade possui originalmente quatro faculdades, assim distribuídas:
- Faculdade de Ciências Humanas e Culturais ("Geistes- und Kulturwissenschaften")
- Faculdade de Ciências Sociais, Administração e Economia ("Sozial- und Wirtschaftswissenschaften")
- Faculdade de Ciências Humanas ("Humanwissenschaften")
- Faculdade de Informática Econômica e Informática Aplicada ("Wirtschaftsinformatik und Angewandte Informatik")

A Universidade localiza-se numa região onde a população é de maioria católica (55% da população na região da Baviera é católica e, especificamente, 34,6% em Bamberg, por isso conta com um Instituto de Teologia Católica ("Institut für Katholische Theologie"). Todavia, em virtude de sua natureza laica, a universidade não deixa de contar com uma cadeira de Teologia Evangélica junto a Faculdade de Ciências Humanas.